# Høn (przystanek kolejowy)
Høn – stacja kolejowa w Asker, w regionie Akershus w Norwegii, jest oddalony od Oslo Sentralstasjon o 22,17 km. Jest położony na wysokości 87,0 m n.p.m.

## Ruch pasażerski
Leży na linii Drammenbanen. Jest elementem  kolei aglomeracyjnej w Oslo. Przez stację przebiegają pociągi linii 400.  Stacja obsługuje Oslo Sentralstasjon, Drammen, Asker, Lillestrøm i Skøyen.
- Pociągi linii 400 odjeżdżają co pół godziny w szczycie i co godzinę w pozostałych porach dnia; od Asker jadą trasą Askerbanen a między Oslo a Lillestrøm jadą trasą Gardermobanen[2].

## Obsługa pasażerów
Wiata, parking na 25 miejsc, parking rowerowy. Odprawa podróżnych odbywa się w pociągu.